# Рјосуке Коџима
Рјосуке Коџима (јап. 小島 亨介; 30. јануар 1997) јапански је фудбалер.

## Репрезентација
Са репрезентацијом Јапана наступао је на Копа Америка 2019.